# Troglohyphantes iulianae
Troglohyphantes iulianae är en spindelart som beskrevs av Brignoli 1971. Troglohyphantes iulianae ingår i släktet Troglohyphantes och familjen täckvävarspindlar.
Artens utbredningsområde är Italien. Inga underarter finns listade i Catalogue of Life.